# Коза (лодка)
Коза — историческое название одной из разновидностей гребных лодок, предназначенных для сетевого рыболовного промысла на Чёрном и Азовском морях.
Этимология названия предположительно связана с названием жаровни на специальной треноге (козе), которая монтировалась в носовой части для приманивания рыбы своим светом.
Основные размерности такой лодки составляли: длина корпуса около 6,5 м, ширина около 2 м, высота борта 0,8 м, полная осадка до 0,5 м.